# Norvegia ai Giochi della XXV Olimpiade
La Norvegia partecipò ai Giochi della XXV Olimpiade, svoltisi a Barcellona, Spagna, dal 25 luglio al 9 agosto 1992, con una delegazione di 83 atleti impegnati in diciassette discipline.